# Summit Series 1974
Summit Series 1974 je bilo drugo hokejsko reprezentančno tekmovanje od dveh med sovjetsko in kanadsko reprezentanco, najboljšima reprezentancama tistega časa. Potekalo je predvsem, ker v sedemdesetih letih profesionalni hokejisti niso smeli sodelovati na hokejskem turnirju olimpijskih iger, zato se reprezentanci tam nista mogli pomeriti v svojih najmočnejših postavah. 
Serija se je podobno kot v prvo začela s štirimi tekmami v Kanadi, končala pa s štirimi v Sovjetski zvezi. Prva tekma v Quebec Cityju se je končala neodločeno 3:3, drugo tekmo v Torontu je kanadska reprezentanca dobila s 4:1, tretjo tekmo je dobila sovjetska reprezentanca v Winnipegu z 8:5, četrta tekma v Vancouvru pa se je ponovno končala neodločeno, s 5:5. Tako sta bili reprezentanca pred selitvijo v Moskvo izenačeni, vsaka s po eno zmago in dvema remijema. Sovjetska reprezentanca je nato peto tekmo dobila s 3:2, šest s 5:2, sedma tekma je bila neodločena 4:4, osmo tekmo pa so dobili sovjetski hokejisti s 3:2. Skupno so tako zmagali s 4:1 v zmagah ob treh remijih.

## Postavi
OT-odigrane tekme, PG-prejeti goli, SG-streli na gol, US-ubranjeni streli, %US-odstotek ubranjenih strelov, G-goli, P-podaje, T-točke, KM-kazenske minute.
| Kanada |                      |                           |    |    |    |    |     |
| #      | Vratarji             | Klub                      | OT | PG | SG | US | %US |
| 1      | Don McLeod           | Vancouver Blazers         | 1  | -  | -  | -  | -   |
| 30     | Gerry Cheevers       | Cleveland Crusaders       | 7  | -  | -  | -  | -   |
| 33     | Gilles Gratton       | Toronto Toros             | 1  | -  | -  | -  | -   |
| #      | Branilci             | Klub                      | OT | G  | P  | T  | KM  |
| 2      | Rick Ley             | New England Whalers       | 7  | 0  | 0  | 0  | 16  |
| 3      | Jean-Claude Tremblay | Quebec Nordiques          | 8  | 1  | 4  | 5  | 2   |
| 6      | Brad Selwood         | New England Whalers       | 4  | 0  | 0  | 0  | 4   |
| 10     | Marty Howe           | Houston Aeros             | 4  | 0  | 0  | 0  | 12  |
| 12     | Pat Stapleton        | Chicago Cougars           | 8  | 0  | 3  | 3  | 12  |
| 17     | Rick Smith           | Minnesota Fighting Saints | 7  | 0  | 0  | 0  | 12  |
| 18     | Paul Shmyr           | Cleveland Crusaders       | 7  | 0  | 2  | 2  | 6   |
| 24     | Al Hamilton          | Edmonton Oilers           | 3  | 0  | 0  | 0  | 4   |
| #      | Napadalci            | Klub                      | OT | G  | P  | T  | KM  |
| 4      | Mike Walton - C      | Minnesota Fighting Saints | 6  | 0  | 1  | 1  | 2   |
| 5      | Réjean Houle - RW    | Quebec Nordiques          | 7  | 1  | 1  | 2  | 2   |
| 7      | André Lacroix - C    | San Diego Mariners        | 8  | 1  | 6  | 7  | 6   |
| 8      | Tom Webster - RW     | New England Whalers       | 4  | 2  | 0  | 2  | 4   |
| 9      | Gordie Howe - RW     | Houston Aeros             | 7  | 3  | 4  | 7  | 2   |
| 11     | Mark Howe - LW       | Houston Aeros             | 7  | 2  | 4  | 6  | 4   |
| 14     | Ralph Backstrom - C  | Chicago Cougars           | 8  | 4  | 4  | 8  | 10  |
| 15     | Jim Harrison - C     | Cleveland Crusaders       | 0  | 1  | 1  | 9  | 8   |
| 16     | Bobby Hull - LW      | Winnipeg Jets             | 8  | 7  | 2  | 9  | 0   |
| 19     | Paul Henderson - LW  | Toronto Toros             | 7  | 2  | 1  | 3  | 0   |
| 20     | Bruce MacGregor - C  | Edmonton Oilers           | 5  | 0  | 1  | 1  | 5   |
| 21     | Serge Bernier - RW   | Quebec Nordiques          | 8  | 1  | 2  | 3  | 2   |
| 22     | Marc Tardif - LW     | Quebec Nordiques          | 5  | 0  | 2  | 2  | 10  |
| 23     | John McKenzie - RW   | Vancouver Blazers         | 7  | 2  | 3  | 5  | 14  |
| 27     | Frank Mahovlich - LW | Toronto Toros             | 6  | 1  | 1  | 2  | 6   |

| Sovjetska zveza |                         |                |    |    |    |    |     |
| #               | Vratarji                | Klub           | OT | PG | SG | US | %US |
| 1               | Aleksander Sidelnikov   | Krila Sovjetov | 1  | -  | -  | -  | -   |
| 20              | Vladislav Tretjak       | CSKA Moskva    | 7  | -  | -  | -  | -   |
| 35              | Vladimir Polupanov      | CSKA Moskva    | 0  | -  | -  | -  | -   |
| #               | Branilci                | Klub           | OT | G  | P  | T  | KM  |
| 2               | Aleksander Gusev        | CSKA Moskva    | 8  | 3  | 1  | 4  | 2   |
| 3               | Vladimir Lutčenko       | CSKA Moskva    | 8  | 1  | 2  | 3  | 4   |
| 4               | Jurij Šatalov           | Krila Sovjetov | 3  | 1  | 0  | 1  | 0   |
| 5               | Jurij Ljapkin           | Spartak Moskva | 5  | 0  | 0  | 0  | 2   |
| 6               | Valerij Vasiljev        | Dinamo Moskva  | 8  | 3  | 1  | 4  | 7   |
| 7               | Genadij Cigankov        | CSKA Moskva    | 6  | 0  | 2  | 2  | 2   |
| 12              | Viktor Kuznecov         | Krila Sovjetov | 8  | 0  | 0  | 0  | 4   |
| 26              | Aleksander Filipov      | Dinamo Moskva  | 1  | 0  | 0  | 0  | 0   |
| 27              | Aleksander Sapelkin     | SKA Leningrad  | 1  | 0  | 0  | 0  | 0   |
| 32              | Jurij Tjurin            | Krila Sovjetov | 4  | 1  | 0  | 1  | 4   |
| #               | Napadalci               | Klub           | OT | G  | P  | T  | KM  |
| 8               | Sergej Kapustin - LW    | Krila Sovjetov | 5  | 0  | 2  | 2  | 6   |
| 9               | Aleksander Volčkov - C  | CSKA Moskva    | 1  | 0  | 0  | 0  | 0   |
| 10              | Aleksander Malcev - RW  | Dinamo Moskva  | 8  | 4  | 0  | 4  | 4   |
| 11              | Jurij Lebedev - RW      | Krila Sovjetov | 8  | 1  | 3  | 4  | 6   |
| 13              | Boris Mihajlov - RW     | CSKA Moskva    | 7  | 4  | 2  | 6  | 0   |
| 14              | Vladimir Popov - RW     | CSKA Moskva    | 1  | 0  | 0  | 0  | 2   |
| 15              | Aleksander Jakušev - LW | Spartak Moskva | 7  | 5  | 3  | 8  | 2   |
| 16              | Vladimir Petrov - C     | CSKA Moskva    | 7  | 1  | 6  | 7  | 4   |
| 17              | Valerij Harlamov - LW   | CSKA Moskva    | 8  | 2  | 5  | 7  | 4   |
| 18              | Vladimir Vikulov - RW   | CSKA Moskva    | 4  | 0  | 4  | 4  | 0   |
| 19              | Vladimir Šadrin - C     | Spartak Moskva | 8  | 1  | 3  | 4  | 11  |
| 22              | Vjačeslav Anisin - C    | Krila Sovjetov | 8  | 2  | 2  | 4  | 0   |
| 24              | Aleksander Bodunov - LW | Krila Sovjetov | 7  | 1  | 0  | 1  | 4   |
| 29              | Sergej Kotov - RW       | Krila Sovjetov | 5  | 0  | 0  | 0  | 0   |
| 30              | Konstantin Klimov - LW  | Krila Sovjetov | 1  | 0  | 0  | 0  | 0   |
| 31              | Viktor Šalimov - C      | Spartak Moskva | 4  | 2  | 0  | 2  | 0   |

## Tekme
| 17. september 1974 | Kanada | 3:3 | Sovjetska zveza | Colisée Pepsi, Quebec City, Québec |

| Poročilo tekme | Poročilo tekme                                                                             | Poročilo tekme  | Poročilo tekme                                                                               | Poročilo tekme |
| -------------- | ------------------------------------------------------------------------------------------ | --------------- | -------------------------------------------------------------------------------------------- | -------------- |
|                | (Lacroix, Hull) McKenzie 12:30 (G. Howe, Walton) Hull 32:07 (Lacroix, McKenzie) Hull 54:18 | (1-0, 1-3, 1-0) | 27:46 Lutčenko (Cigankov, Kapustin) 34:04 Harlamov (Vasiljev) 37:10 Petrov (Gusev, Harlamov) |                |

| 19. september 1974 | Kanada | 4:1 | Sovjetska zveza | Maple Leaf Gardens, Toronto, Ontario |

| Poročilo tekme | Poročilo tekme | Poročilo tekme  | Poročilo tekme          | Poročilo tekme |
| -------------- | --- | --------------- | ----------------------- | -------------- |
|                | (M. Howe, G. Howe) Backstrom 04:31 (Tremblay, McKenzie) Lacroix 10:49 (Lacroix, McKenzie) Hull 22:50 (Lacroix, Hull) Tremblay 47:03 | (2-0, 1-1, 1-0) | 33:09 Jakušev (Lebedev) |                |

| 21. september 1974 | Kanada | 5:8 | Sovjetska zveza | Winnipeg Arena, Winnipeg, Manitoba |

| Poročilo tekme | Poročilo tekme | Poročilo tekme  | Poročilo tekme | Poročilo tekme |
| -------------- | --- | --------------- | --- | -------------- |
|                | (Henderson) MacGregor 14:58 (Bernier, Tardif) Webster 32:40 Henderson 54:31 (Harrison, MacGregor) Henderson 55:04 (Tardif, Stapleton) Bernier 56:01 | (1-1, 1-3, 3-4) | 17:25 Jakušev (Šadrin) 21:23 Mihajlov (Petrov) 35:14 Vasiljev (Mihajlov, Petrov) 35:31 Malcev (Anisin) 42:35 Jakušev (Šadrin) 48:44 Bodunov 51:27 Jakušev 58:05 Lebedev (Lutčenko) |                |

| 23. september 1974 | Kanada | 5:5 | Sovjetska zveza | Pacific Coliseum, Vancouver, Britanska Kolumbija |

| Poročilo tekme | Poročilo tekme | Poročilo tekme  | Poročilo tekme | Poročilo tekme |
| -------------- | --- | --------------- | --- | -------------- |
|                | (Backstrom, Stapleton) G. Howe 04:20 (Mahovlich) Hull 12:45 (Stapleton) Hull 15:11 (Hull, Bernier) Mahovlich 17:10 (Lacroix) Hull 17:45 | (5-2, 0-1, 0-2) | 03:24 Vasiljev (Harlamov) 05:59 Mihajlov (Petrov) 31:04 Jakušev (Lebedev) 56:08 Malcev 56:59 Gusev (Mihajlov, Petrov) |                |

| 1. oktober 1974 | Sovjetska zveza | 3:2 | Kanada | Dvorana Lužniki, Moskva, Rusija |

| Poročilo tekme | Poročilo tekme                                                            | Poročilo tekme  | Poročilo tekme                                           | Poročilo tekme |
| -------------- | ------------------------------------------------------------------------- | --------------- | -------------------------------------------------------- | -------------- |
|                | (Vikulov, Anisin) Malcev 05:34 (Šadrin, Vikulov) Malcev 35:04 Gusev 51:58 | (1-0, 1-1, 1-1) | 20:15 G. Howe (Backstrom, M. Howe) 58:10 M. Howe (Shmyr) |                |

| 3. oktober 1974 | Sovjetska zveza | 5:2 | Kanada | Dvorana Lužniki, Moskva, Rusija |

| Poročilo tekme | Poročilo tekme | Poročilo tekme  | Poročilo tekme                              | Poročilo tekme |
| -------------- | --- | --------------- | ------------------------------------------- | -------------- |
|                | (Harlamov) Mihajlov 00:34 Vasiljev 02:43 (Vikulov, Kapustin) Anisin 28:22 (Cigankov) Šatalov 33:57 (Vikulov) Harlamov 53:00 | (2-1, 2-1, 1-0) | 15:56 Houle (Shmyr) 26:15 G. Howe (M. Howe) |                |

| 5. oktober 1974 | Sovjetska zveza | 4:4 | Kanada | Dvorana Lužniki, Moskva, Rusija |

| Poročilo tekme | Poročilo tekme | Poročilo tekme  | Poročilo tekme | Poročilo tekme |
| -------------- | --- | --------------- | --- | -------------- |
|                | (Lutčenko) Anisin 03:34 (Lebedev, Jakušev) Tjurin 06:47 (Petrov, Harlamov) Gusev 27:20 (Petrov, Harlamov) Mihajlov 27:59 | (2-1, 2-2, 0-1) | 17:42 Webster (Lacroix) 22:55 Backstrom (G. Howe, M. Howe) 26:38 M. Howe (Tremblay, Backstrom) 46:38 Backstrom (Tremblay) |                |

| 6. oktober 1974 | Sovjetska zveza | 3:2 | Kanada | Dvorana Lužniki, Moskva, Rusija |

| Poročilo tekme | Poročilo tekme                                               | Poročilo tekme  | Poročilo tekme                                             | Poročilo tekme |
| -------------- | ------------------------------------------------------------ | --------------- | ---------------------------------------------------------- | -------------- |
|                | (Šadrin) Jakušev 26:27 Šalimov 40:53 (Jakušev) Šalimov 46:59 | (0-1, 1-0, 2-1) | 13:47 Backstrom (Tremblay, Hull) 52:42 Backstrom (G. Howe) |                |